# 布尔特欧布瓦
布尔特欧布瓦（法語：Boult-aux-Bois，法語發音：[bult o bwa]）是法国大东部大区阿登省的一个市镇，属于武济耶区。

## 地理
布尔特欧布瓦（49°25'52"N, 4°50'33"E）面积15.2 平方千米，位于法国大東部大區阿登省，该省份为法国北部内陆省份，西接埃纳省，南至马恩省，东临默兹省，北与比利时接壤。
与布尔特欧布瓦接壤的市镇（或旧市镇、城区）包括：巴莱、巴尔河畔贝尔维尔和沙蒂永、布里克奈、拉克鲁瓦欧布瓦、热尔蒙、隆韦、托日。
布尔特欧布瓦的时区为UTC+01:00、UTC+02:00（夏令时）。

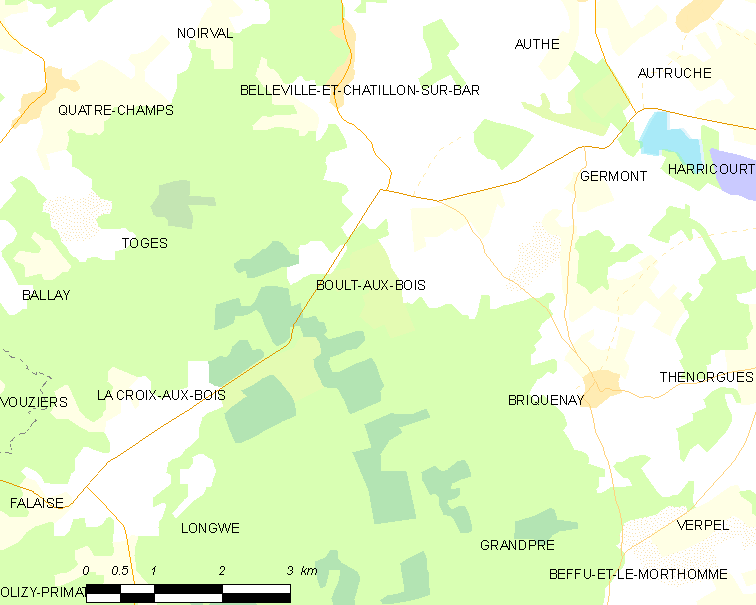
布尔特欧布瓦的OSM定位图

## 行政
布尔特欧布瓦的邮政编码为08240，INSEE市镇编码为08075。

## 政治
布尔特欧布瓦所属的省级选区为武济耶县。

## 人口

1962-2008年间布尔特欧布瓦人口变化图示

布尔特欧布瓦于2022年1月1日时的人口数量为151人。